# 西根村 (宮城県)
西根村（にしねむら）は、昭和29年（1954年）まで宮城県伊具郡の阿武隈川西岸にあった村。現在の角田市稲置・笠島・毛萱・高倉にあたる。

## 沿革
- 明治22年（1889年）4月1日 - 町村制施行にともない、稲置村・笠島村・毛萱村・高倉村の計4か村が合併して西根村が発足。
- 昭和29年（1954年）10月1日 - 角田町・北郷村・桜村・東根村・藤尾村・枝野村と合併し、新制の角田町となる。

## 行政
| 代      | 氏名       | 就任                      | 退任                       | 備考 |
| ------- | ---------- | ------------------------- | -------------------------- | ---- |
| 1 - 5   | 目黒喜平   | 明治22年（1889年）4月23日 | 明治41年（1908年）4月30日  |      |
| 6 - 7   | 日下栄五郎 | 明治41年（1908年）6月13日 | 大正5年（1916年）6月4日    |      |
| 8       | 大沼梅治   | 大正6年（1917年）2月10日  | 大正7年（1918年）4月5日    |      |
| 9       | 庄司政之助 | 大正7年（1918年）5月24日  | 大正11年（1922年）5月20日  |      |
| 10      | 佐藤純一   | 大正11年（1922年）9月25日 | 昭和5年（1930年）9月19日   |      |
| 11      | 佐藤長之助 | 昭和5年（1930年）9月20日  | 昭和9年（1934年）9月19日   |      |
| 12      | 大槻栄蔵   | 昭和9年（1934年）9月20日  | 昭和13年（1938年）9月19日  |      |
| 13      | 大槻政吉   | 昭和13年（1938年）9月23日 | 昭和15年（1940年）12月27日 |      |
| 14      | 成川東     | 昭和16年（1941年）1月21日 | 昭和21年（1946年）11月21日 |      |
| 15 - 16 | 佐藤正雄   | 昭和22年（1947年）4月8日  | 昭和29年（1954年）9月30日  |      |

## 教育
- 西根村立西根小学校
- 西根村立西根中学校